# Derrick Lewis
Derrick Lewis (ur. 7 lutego 1985 w Nowym Orleanie) – amerykański zawodnik mieszanych sztuk walki (MMA). Obecnie walczy w UFC, gdzie jest rekordzistą pod względem największej ilości nokautów w historii organizacji. Były zawodnik Bellator MMA i Legacy FC, gdzie był mistrzem wagi ciężkiej.

## Życiorys
Urodzony jako drugie najstarsze dziecko z rodzeństwa był wychowany przez samotną matkę w Nowym Orleanie. Miał problemy z dorastaniem i często brał udział w walkach ulicznych. W 1998 wraz z rodziną przeniósł się do Houston w Teksas. W wieku 17 lat zaczął trenować boks. Kiedy przygotowywał się do swojej pierwszej amatorskiej walki, jego klub niespodziewanie zamknięto. Dwa tygodnie po ukończeniu szkoły średniej, Lewis został oskarżony o napaść i agresje, w związku z czym został umieszczony na warunkowym zwolnieniu. Dwa lata później, uczęszczając do Kilgore College na pełnym stypendium piłkarskim, naruszył warunki zawieszenia i został skazany na pięć lat więzienia, ale skończyło się na odsiadce trzech i pół. Po wyjściu na wolność postanowił rozpocząć treningi MMA za namową przyjaciela. Pracował wtedy jako kierowca holownika. Kontynuował boks pod okiem George'a Foremana, ale po pierwszej zawodowej wygranej w dobrym stylu w MMA zaczął się skupiać tylko na tej dyscyplinie.

## Styl walki
Często jest charakteryzowany jako typowy zawodnik wagi ciężkiej dzięki swojej sile nokautu i budowie ciała. Były pretendent do tytułu w wadze półciężkiej i analityk Dan Hardy opisał go jako „wrak kuli”, dodając:

Za każdym razem, gdy rozmawialiśmy o Derricku Lewisie, niezależnie od tego, czy walczy z Danielem Cormierem, czy z Aleksandarem Wołkowem, czy z Cirylem Gane'em, zawsze pojawiała się ta sama rzecz. Jeśli wyląduje tą prawą ręką, to będzie koniec gry

Znacznie preferuje walkę w stójce, którą określa jako „swangin and banging”. Został zauważony przez fanów i komentatorów za jego zaskakującą zdolność do pozornego zlekceważenia ofensywy swoich przeciwników podczas, gdy jego pojedynek toczy się w grapplingu, czy wrestlingu. Analitycy zauważyli jednak, że w starciach z zawodnikami, którzy mają doświadczenie w zapasach w stylu folkstyle, jak Daniel Cormier, Lewisowi trudniej jest uciec z pozycji dolnej. Niemniej jednak przykładowo udało się mu po prostu wstać, gdy Roy Nelson, zawodnik z zapaśniczym rodowodem, zagroził mu pozycją krucyfiksu.

## Osiągnięcia

### Mieszane sztuki walki
- Legacy Fighting Alliance
  - 2012: Mistrz Legacy FC w wadze ciężkiej[10]
- Ultimate Fighting Championship
  - 2020: Najwięcej nokautów w historii wagi ciężkiej UFC[11]
  - 2021: Najwięcej nokautów w historii UFC[12]

- MMAJunkie.com
  - 2018: Powrót roku vs. Aleksandr Wołkow[13]

- MMADNA.nl
  - 2018: Powrót roku[14]

## Lista zawodowych walk w MMA
| Wynik     | Bilans    | Przeciwnik (bilans przed walką) | Rozstrzygnięcie                                          | Runda | Czas | Rozgrywki                                             | Data       | Miejsce        | Uwagi                                                                                 |
| --------- | --------- | ------------------------------- | -------------------------------------------------------- | ----- | ---- | ----------------------------------------------------- | ---------- | -------------- | ------------------------------------------------------------------------------------- |
| Wygrana   | 29-12 (1) | Tallison Teixeira (8-0)         | TKO (ciosy pięściami)                                    | 1     | 0:35 | UFC Fight Night: Lewis vs. Teixeira                   | 12.07.2025 | Nashville      | Powiększył rekord UFC pod względem większości zwycięstw przez nokaut (16). Main Event |
| Wygrana   | 28-12 (1) | Rodrigo Nascimento (11-1. 1NC)  | TKO (ciosy pięściami)                                    | 3     | 0:48 | UFC Fight Night: Lewis vs. Nascimento                 | 11.05.2024 | Saint Louis    | Powiększył rekord UFC pod względem większości zwycięstw przez nokaut (15). Main Event |
| Przegrana | 27-12 (1) | Jailton Almeida (19-2)          | Decyzja (jednogłośna)                                    | 5     | 5:00 | UFC Fight Night: Almeida vs. Lewis                    | 04.11.2023 | São Paulo      | Main Event                                                                            |
| Wygrana   | 27-11 (1) | Marcos Rogério de Lima (21-8-1) | TKO (ciosy pięściami)                                    | 1     | 0:33 | UFC 291                                               | 29.07.2023 | Salt Lake City | Bonus za występ wieczoru.                                                             |
| Przegrana | 26-11 (1) | Sergiej Spiwak (15-3)           | Poddanie (duszenie trójkątne rękoma)                     | 1     | 3:05 | UFC Fight Night: Lewis vs. Spivak                     | 04.02.2023 | Las Vegas      |                                                                                       |
| Przegrana | 26-10 (1) | Siergiej Pawłowicz (15-1)       | TKO (ciosy pięściami)                                    | 1     | 0:55 | UFC 277                                               | 30.07.2022 | Dallas         |                                                                                       |
| Przegrana | 26-9 (1)  | Tai Tuivasa (14-3)              | KO (łokieć)                                              | 2     | 1:40 | UFC 271                                               | 12.02.2022 | Houston        |                                                                                       |
| Wygrana   | 26-8 (1)  | Chris Daukaus (12-3)            | KO (ciosy pięściami)                                     | 1     | 3:36 | UFC Fight Night: Lewis vs. Daukaus                    | 18.12.2021 | Las Vegas      | Pobił rekord UFC w liczbie wygranych przez nokaut (13).                               |
| Przegrana | 25-8 (1)  | Ciryl Gane (9-0)                | TKO (ciosy pięściami)                                    | 3     | 4:11 | UFC 265                                               | 07.08.2021 | Houston        | Pojedynek o tymczasowe mistrzostwo UFC w wadze ciężkiej.                              |
| Wygrana   | 25-7 (1)  | Curtis Blaydes (14-2)           | KO (prawy podbródkowy)                                   | 2     | 1:26 | UFC Fight Night: Blaydes vs. Lewis                    | 20.02.2021 | Las Vegas      | Bonus za występ wieczoru.                                                             |
| Wygrana   | 24-7 (1)  | Aleksiej Olejnik (59-13-1)      | TKO (ciosy pięściami)                                    | 2     | 0:21 | UFC Fight Night: Lewis vs. Oleinik                    | 08.08.2020 | Las Vegas      |                                                                                       |
| Wygrana   | 23-7 (1)  | Ilir Latifi (14-7)              | Decyzja (jednogłośna)                                    | 3     | 5:00 | UFC 247                                               | 08.02.2020 | Houston        |                                                                                       |
| Wygrana   | 22-7 (1)  | Błagoj Iwanow (18-2)            | Decyzja (niejednogłośna)                                 | 3     | 5:00 | UFC 244                                               | 02.11.2019 | Nowy Jork      |                                                                                       |
| Przegrana | 21-7 (1)  | Junior dos Santos (20-5)        | TKO (ciosy pięściami)                                    | 2     | 1:58 | UFC Fight Night: Lewis vs. dos Santos                 | 09.03.2019 | Wichita        | Bonus za walkę wieczoru.                                                              |
| Przegrana | 21-6 (1)  | Daniel Cormier (21-1)           | Poddanie (duszenie zza pleców)                           | 2     | 2:14 | UFC 230                                               | 03.11.2018 | Nowy Jork      | Pojedynek o mistrzostwo UFC w wadze ciężkiej.                                         |
| Wygrana   | 21-5 (1)  | Aleksandr Wołkow (30-6)         | KO (ciosy pięściami)                                     | 3     | 4:49 | UFC 229                                               | 06.10.2018 | Las Vegas      | Eliminator do walki o mistrzostwo UFC w wadze ciężkiej. Bonus za wieczorny występ.    |
| Wygrana   | 20-5 (1)  | Francis Ngannou (11-2)          | Decyzja (jednogłośna)                                    | 3     | 5:00 | UFC 226                                               | 07.07.2018 | Las Vegas      |                                                                                       |
| Wygrana   | 19-5 (1)  | Marcin Tybura (16-3)            | KO (ciosy pięściami)                                     | 3     | 2:48 | UFC Fight Night: Cowboy vs. Medeiros                  | 18.02.2018 | Austin         | Bonus za występ wieczoru.                                                             |
| Przegrana | 18-5 (1)  | Mark Hunt (12-11-1)             | TKO (ciosy pięściami)                                    | 4     | 3:51 | UFC Fight Night 110: Lewis vs. Hunt                   | 11.06.2017 | Auckland       | Bonus za walkę wieczoru.                                                              |
| Wygrana   | 18-4 (1)  | Travis Browne (18-5-1)          | KO (ciosy pięściami)                                     | 2     | 3:12 | UFC Fight Night: Lewis vs. Browne                     | 19.02.2017 | Halifax        | Bonus za walkę wieczoru.                                                              |
| Wygrana   | 17-4 (1)  | Szamil Abdurakhimow (17-3)      | TKO (ciosy pięściami)                                    | 4     | 3:42 | UFC Fight Night: Lewis vs. Abdurakhimov               | 09.12.2016 | Albany         |                                                                                       |
| Wygrana   | 16-4 (1)  | Roy Nelson (21-12)              | Decyzja (niejednogłośna)                                 | 3     | 5:00 | UFC Fight Night: dos Anjos vs. Alvarez                | 07.07.2016 | Las Vegas      |                                                                                       |
| Wygrana   | 15-4 (1)  | Gabriel Gonzaga (17-10)         | KO (ciosy pięściami)                                     | 1     | 4:48 | UFC Fight Night: Rothwell vs. dos Santos              | 10.04.2016 | Zagrzeb        | Bonus za występ wieczoru.                                                             |
| Wygrana   | 14-4 (1)  | Damian Grabowski (20-3)         | TKO (ciosy pięściami)                                    | 1     | 2:17 | UFC Fight Night: Hendricks vs. Thompson               | 06.02.2016 | Las Vegas      |                                                                                       |
| Wygrana   | 13-4 (1)  | Viktor Pešta (10-1)             | TKO (ciosy pięściami)                                    | 3     | 1:15 | UFC 192                                               | 03.10.2015 | Houston        |                                                                                       |
| Przegrana | 12-4 (1)  | Shawn Jordan (17-6)             | TKO (kopnięcie hakowe i ciosy pięściami)                 | 2     | 0:48 | UFC Fight Night: Boetsch vs. Henderson                | 06.06.2015 | Nowy Orlean    |                                                                                       |
| Wygrana   | 12-3 (1)  | Ruan Potts (8-3)                | TKO (ciosy pięściami)                                    | 2     | 3:18 | UFC 184                                               | 28.02.2015 | Los Angeles    |                                                                                       |
| Przegrana | 11-3 (1)  | Matt Mitrione (7-3)             | KO (ciosy pięściami)                                     | 1     | 0:41 | UFC Fight Night: Jacaré vs. Mousasi                   | 05.09.2014 | Mashantucket   |                                                                                       |
| Wygrana   | 11-2 (1)  | Guto Inocente (6-2)             | KO (ciosy pięściami)                                     | 1     | 3:30 | The Ultimate Fighter: Team Edgar vs. Team Penn Finale | 06.07.2014 | Las Vegas      |                                                                                       |
| Wygrana   | 10-2 (1)  | Jack May (7-0)                  | TKO (ciosy pięściami)                                    | 1     | 4:23 | UFC on Fox: Werdum vs. Browne                         | 19.04.2014 | Orlando        |                                                                                       |
| Wygrana   | 9-2 (1)   | Ricky Shivers (12-6-1)          | TKO (ciosy pięściami)                                    | 3     | 4:22 | Legacy FC 18                                          | 01.03.2013 | Houston        | Obronił mistrzostwo Legacy FC w wadze ciężkiej.                                       |
| Wygrana   | 8-2 (1)   | Jared Rosholt (4-0)             | KO (ciosy pięściami)                                     | 2     | 4:41 | Legacy FC 13                                          | 17.08.2012 | Dallas         | Zdobył mistrzostwo Legacy FC w wadze ciężkiej.                                        |
| Wygrana   | 7-2 (1)   | Justin Frazier (5-0)            | TKO (kolano na korpus i ciosy pięściami)                 | 1     | 2:37 | RFA 2                                                 | 30.03.2012 | Kearney        |                                                                                       |
| Nieodbyta | 6-2 (1)   | Jeremiah Constant (10-7)        | No contest (przypadkowe uderzenia w tył głowy Constanta) | 1     | 0:48 | Fight to Win: Paramount Prize Fighting 2012           | 27.01.2012 | Denver         |                                                                                       |
| Wygrana   | 6-2       | Rakim Cleveland (2-1)           | TKO (ciosy pięściami)                                    | 3     | 3:12 | Legacy FC 9                                           | 16.12.2011 | Houston        |                                                                                       |
| Wygrana   | 5-2       | Jay Peche (6-2)                 | TKO (ciosy pięściami)                                    | 1     | 0:46 | Immortal Kombat Fighting                              | 03.09.2011 | Spring         |                                                                                       |
| Przegrana | 4-2       | Tony Johnson (5-1)              | Decyzja (jednogłośna)                                    | 3     | 5:00 | Bellator 46                                           | 25.06.2011 | Hollywood      |                                                                                       |
| Wygrana   | 4-1       | Taylor Herbert (1-0)            | TKO (ciosy pięściami)                                    | 1     | 2:14 | International Xtreme Fight Association                | 26.02.2011 | Houston        |                                                                                       |
| Wygrana   | 3-1       | Rakim Cleveland (0-0)           | Poddanie (dźwignia na staw łokciowy)                     | 2     | 1:33 | Worldwide Gladiator                                   | 12.11.2010 | Pasadena       |                                                                                       |
| Wygrana   | 2-1       | Ryan Martinez (2-0)             | TKO (ciosy pięściami)                                    | 2     | 1:03 | Fight to Win: Worlds Collide                          | 24.07.2010 | Denver         |                                                                                       |
| Przegrana | 1-1       | Shawn Jordan (7-1)              | Decyzja (jednogłośna)                                    | 3     | 5:00 | Cajun Fighting Championships: Full Force              | 25.06.2010 | Lafayette      |                                                                                       |
| Wygrana   | 1-0       | Nick Mitchell (0-0)             | TKO (ciosy pięściami)                                    | 2     | 1:33 | Worldwide Gladiator                                   | 09.04.2010 | Pasadena       |                                                                                       |